# Эриксон, Хокан
Хокан Георг Эриксон (швед. Håkan Georg Ericson; 29 мая 1960) — шведский футбольный тренер. С 2011 по 2017 год возглавлял молодёжную и олимпийскую сборные Швеции.

## Карьера
Начал заниматься футболом в родном городе в клубе «Обю», там же начал выступать на взрослом уровне, но довольно скоро завершил игровую карьеру.
С 23-х лет работает футбольным тренером, начинал как тренер любительских команд низших дивизионов и молодёжных составов. В 1987 году с клубом «Росунда» выиграл турнир четвёртого дивизиона. В начале 1990-х годов работал с клубами «Весбю» и «Васалундс», выступавшими во втором по уровню дивизионе чемпионата Швеции. В 2000 году вывел клуб «Нака» из третьего дивизиона во второй.
В начале 2001 года присоединился к тренерскому штабу «Норрчёпинга», а в мае 2002 года возглавил клуб, выступавший в тот момент в высшем дивизионе. В своём первом сезоне Эриксон не смог удержать команду в высшем дивизионе, а на следующий год «Норрчёпинг» занимал место в середине таблицы второго дивизиона. В сентябре 2003 года тренер был отправлен в отставку.
С середины 2000-х годов работал преподавателем в Университете Эребру, затем инструктором в Шведском футбольном союзе.
1 января 2011 года вступил в должность тренера молодёжной сборной Швеции, сменив Томми Сёдерберга. В квалификации к молодёжному чемпионату Европы 2013 года шведы выиграли групповой турнир, но в плей-офф за право выхода в финальный этап уступили итальянцам. В следующей кампании, в 2015 году Эриксон привёл команду Швеции к первой в истории победе в молодёжном чемпионате Европы.

## Личная жизнь
Отец Хокана, Георг «Обю» Эриксон, тоже был футбольным тренером и в 1970-е годы тренировал сборную Швеции.
Хокан женат, у него двое детей — сын и дочь.